# Olivier Ragot
Pour les articles homonymes, voir Ragot.
Olivier Ragot (né le 24 août 1981) est un coureur cycliste français, d’ascendance martiniquaise. Il est membre de la Pédale d'Or Joséphine.

## Palmarès
- 2004
  -  Médaillé de bronze du championnat des Caraïbes sur route
- 2006
  - 3e du Trophée de la Caraïbe
- 2007
  - 8ea étape du Tour de Martinique
- 2009
  - 6e étape du Tour de Martinique
- 2010
  - 6e étape du Tour de Martinique
- 2011
  - 5e étape du Trophée de la Caraïbe

## Classements mondiaux
| Année            | 2005   | 2006 | 2007 | 2008 | 2009 | 2010 |
| ---------------- | ------ | ---- | ---- | ---- | ---- | ---- |
| UCI America Tour |        |      |      | 312e | 216e | 106e |
| UCI Europe Tour  | 1 213e |      |      |      |      |      |